# Richia tetratopis
Richia tetratopis är en fjärilsart som beskrevs av Dyar 1916. Richia tetratopis ingår i släktet Richia och familjen nattflyn. Inga underarter finns listade.